# John Galbraith

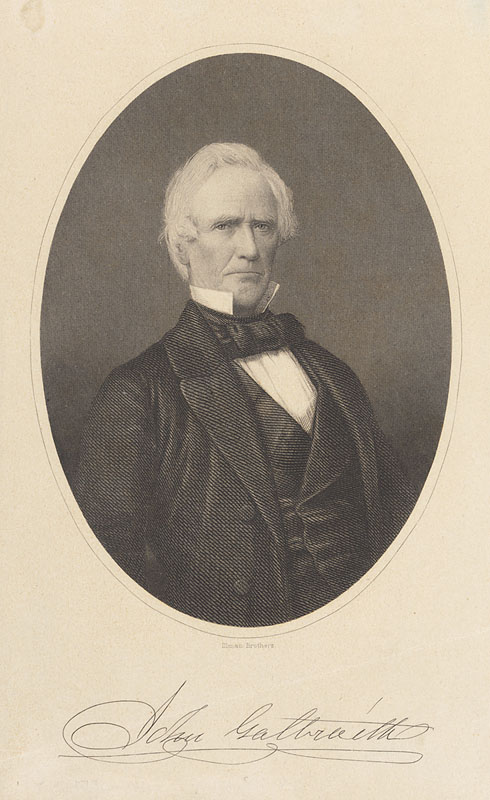
John Galbraith

John Galbraith (* 2. August 1794 in Huntingdon, Pennsylvania; † 15. Juni 1860 in Erie, Pennsylvania) war ein US-amerikanischer Politiker. Zwischen 1833 und 1837 sowie nochmals von 1839 bis 1841 vertrat er den Bundesstaat Pennsylvania im US-Repräsentantenhaus.

## Leben
Im Jahr 1796 zog John Galbraith mit seinen Eltern nach Allegheny im Huntingdon County und im Jahr 1802 weiter nach Centre Township im Butler County. Er besuchte die öffentlichen Schulen seiner jeweiligen Heimat. Danach absolvierte er eine Lehre im Druckerhandwerk. Für einige Jahre unterrichtete er auch als Lehrer. Nach einem Jurastudium und seiner 1817 erfolgten Zulassung als Rechtsanwalt begann er in Butler in diesem Beruf zu arbeiten. Im Jahr 1822 verlegte er seinen Wohnsitz und seine Anwaltskanzlei nach Franklin. In den 1820er Jahren schloss er sich der Bewegung um den späteren Präsidenten Andrew Jackson an und wurde Mitglied der von diesem 1828 gegründeten Demokratischen Partei. Zwischen 1829 und 1832 saß er als Abgeordneter im Repräsentantenhaus von Pennsylvania.
Bei den Kongresswahlen des Jahres 1832 wurde Galbraith im damals neu eingerichteten 25. Wahlbezirk von Pennsylvania in das US-Repräsentantenhaus in Washington, D.C. gewählt, wo er am 4. März 1833 sein neues Mandat antrat. Nach einer Wiederwahl konnte er bis zum 3. März 1837 zwei Legislaturperioden im Kongress absolvieren. Diese waren von den Diskussionen um die Politik von Präsident Jackson geprägt. Im Jahr 1836 wurde er von seiner Partei nicht mehr zur Wiederwahl nominiert.
Nach dem Ende seiner ersten Zeit im US-Repräsentantenhaus zog John Galbraith nach Erie, wo er als Anwalt praktizierte. Bei den Kongresswahlen des Jahres 1838 wurde er erneut im 25. Distrikt seines Staates in den Kongress gewählt, wo er am 4. März 1839 Arnold Plumer ablöste, der zwei Jahre zuvor sein Nachfolger geworden war. Da er im Jahr 1840 auf eine weitere Kongresskandidatur verzichtete, konnte er bis zum 3. März 1841 nur eine weitere Amtszeit im US-Repräsentantenhaus verbringen.
Nach dem endgültigen Ende seiner Zeit im Kongress war John Galbraith zunächst wieder als Anwalt tätig. Im Jahr 1851 wurde er zum Vorsitzenden Richter im sechsten Gerichtsbezirk seines Staates gewählt. Dieses Amt bekleidete er bis zu seinem Tod am 15. Juni 1860 in Erie.